# Parathesis croatii
Parathesis croatii är en viveväxtart som beskrevs av Cyrus Longworth Lundell. Parathesis croatii ingår i släktet Parathesis och familjen viveväxter. Inga underarter finns listade i Catalogue of Life.